# Cyclingteam Jo Piels/Saison 2013
Dieser Artikel listet Erfolge und Fahrer des Radsportteams Cyclingteam Jo Piels in der Saison 2013 auf.

## Erfolge in der UCI Europe Tour
Bei den Rennen der UCI Europe Tour im Jahr 2013 gelangen dem Team nachstehende Erfolge.
| Datum     | Rennen                                 | Kat. | Sieger               |
| --------- | -------------------------------------- | ---- | -------------------- |
| 13. April | 4. Etappe Tour du Loir-et-Cher         | 2.2  | Tom Vermeer          |
| 4. Mai    | Ronde van Overijssel                   | 1.2  | Tom Vermeer          |
| 4. Mai    | 3. Etappe Carpathian Couriers Race     | 2.2U | Stefan Poutsma       |
| 1.–5. Mai | Gesamtwertung Carpathian Couriers Race | 2.2U | Stefan Poutsma       |
| 26. Mai   | 4. Etappe Tour de Gironde              | 2.2  | Geert van der Weijst |
| 29. Juli  | 4. Etappe Kreiz Breizh Elites          | 2.2  | Geert van der Weijst |

## Zugänge – Abgänge
| Zugänge          | Team 2012         | Abgänge           | Team 2013                         |
| ---------------- | ----------------- | ----------------- | --------------------------------- |
| Johim Ariesen    | Koga Cycling Team | Wouter Haan       | Koga Cycling Team                 |
| Tom Vermeer      | Nutrixxion Abus   | Peter Schulting   | Parkhotel Valkenburg Cycling Team |
| Koen Bouwman     | Neoprofi          | Pim de Beer       | Unbekannt                         |
| Robbert de Greef | Neoprofi          | Sierk de Haan     | Unbekannt                         |
| Jochem Hoekstra  | Neoprofi          | Bram Nolten       | Unbekannt                         |
| Daan Meijers     | Neoprofi          | Sander Oostlander | Unbekannt                         |
| Frank Niewold    | Neoprofi          | Mark Schreurs     | Unbekannt                         |
| Berden de Vries  | Neoprofi          |                   |                                   |

## Mannschaft
| Name                 | Geburtstag         | Nationalität |
| -------------------- | ------------------ | ------------ |
| Johim Ariesen        | 16. März 1988      | Niederlande  |
| Koen Bouwman         | 2. Dezember 1993   | Niederlande  |
| Robbert de Greef     | 27. August 1991    | Niederlande  |
| Jasper Hamelink      | 12. Januar 1990    | Niederlande  |
| Jochem Hoekstra      | 21. Oktober 1992   | Niederlande  |
| Bram de Kort         | 7. Juni 1991       | Niederlande  |
| Steven Lammertink    | 4. Dezember 1993   | Niederlande  |
| Sven van Luijk       | 13. Oktober 1989   | Niederlande  |
| Daan Meijers         | 11. April 1991     | Niederlande  |
| Frank Niewold        | 13. August 1985    | Niederlande  |
| Stefan Poutsma       | 10. September 1991 | Niederlande  |
| Sjors Roosen         | 18. September 1991 | Niederlande  |
| Rens te Stroet       | 23. September 1989 | Niederlande  |
| Tom Vermeer          | 28. Dezember 1985  | Niederlande  |
| Berden de Vries      | 10. März 1989      | Niederlande  |
| Geert van der Weijst | 6. April 1990      | Niederlande  |